# Vindula battaka
Vindula battaka är en fjärilsart som beskrevs av Martin 1894. Vindula battaka ingår i släktet Vindula och familjen praktfjärilar. Inga underarter finns listade i Catalogue of Life.